# ジャウスト
『ジャウスト』 (Joust) は、ウィリアムズ・エレクトロニクスによって開発され、1982年に稼働したアーケードゲーム。2人のプレイヤーが協力するゲームプレイの概念を、それ以前の同様のゲームよりも成功したことで広めた。プレイヤーはボタンとジョイスティックを使って、ダチョウに乗った騎士を操作する。目的は、ノスリに乗っている敵の騎士のウェーブを打ち破ってレベルを上げることである。
開発チームはジョン・ニューカマーが率い、ビル・プフツェンロイター(Bill Pfutzenreuter)、ジャニス・ウォルデンバーグ＝ミラー（Janice Woldenberg-Miller, 旧姓：ヘンドリクス(Hendricks)）、パイソン・アンゲロ、ティム・マーフィ(Tim Murphy)、ジョン・コトラリク(John Kotlarik)らが参加した。ニューカマーは、人気だった宇宙というテーマを避けながら、2人用協力プレイで空飛ぶゲームを開発することを目指した。
このゲームは、アーケードで批評家から好評を博し、他の開発者に影響を与えたゲームプレイやシステムを称賛された。本作は多数の家庭用・携帯型プラットフォームに移植され、4年後には続編が登場した。

## ゲームプレイ
プレイヤーは、3人称視点から、飛んでいるダチョウやコウノトリに乗った黄色の騎士を操作する。2方向に動くジョイスティックとダチョウの羽ばたき用のボタンを使用して、プレイヤーは浮石の足場と溶岩の池の上で騎士を飛ばす。画面の端に移動すると、キャラクターは反対側に回り込んで現れる。プレイヤーがボタンを繰り返し押すと、ダチョウは上向きに飛んだり、ホバリングしたり、ゆっくりと下に落ちたりする。
プレイヤーは騎士を操作して敵とぶつかる。ぶつかった2者のうち槍の位置が高い方が勝者であり、同じ高さでぶつかるとキャラクターは弾かれる。敗北した敵はポイントを集めることができる落下していく卵に変わる。静止した卵は孵化して新しい騎士となり、やがて再び戦って倒さなければならない。
ゲームの目的は、Bounder、Hunter、Shadow Lordと呼ばれる、敵のノスリに乗った騎士のますます激しくなるウェーブを打ち破ることである。ほぼ完全に破壊できないpterodactylは、波を完了するインセンティブとして、ヒーローを狩るために所定の時間枠の後に現れる。不滅の溶岩トロルは、火を除いてめったに見られない。浮かんでいる手は、溶岩の池に近づいてくるキャラクターを掴んで引きずり込み、炎で殺す。
2番目のプレイヤーは、コウノトリに乗った青い騎士を操作してゲームに参加できる。2人のプレイヤーは協力して波を完了させたり、互いに攻撃したりする。

## 開発
本作はウィリアムズ・エレクトロニクスと、リードデザイナーのジョン・ニューカマー、プログラマーのビル・プフツェンロイター、アーティストのジャニス・ウォルデンバーグ＝ミラーとパイソン・アンゲロ、オーディオデザイナーのティム・マーフィとジョン・コトラリクにより開発された。このゲームの特徴は、19インチのカラーCRTモニターで増幅されたモノラルサウンドとラスターグラフィックである。他のウィリアムズのアーケードゲームと同様に、本作はアセンブリ言語でプログラムされていた。3本の単三電池のパックは、マシンがコンセントから外されたときにゲームの設定とハイスコアを保存するための電力を供給する。アンゲロはキャビネットのアートワークを木製フレームにステンシルで印刷し、販促資料用のアートワークをデザインした。そのようなチラシの1つは、ゲームの画面上の指示とゲームオーバーメッセージにも組み込まれた古風な英語を特徴としている。

### 着想
同社のアーケードゲーム『ディフェンダー』（1981年）の成功に続いて、ウィリアムズは新しいクリエイティブスタッフを探した。コンピュータゲームは娯楽の未来であると信じていたニューカマーは、玩具デザイナーとしての仕事を辞め、ウィリアムズの開発スタッフのサポートとしてゲームのアイデアを出した。数日後、彼のリストには彼のトップ2のゲーム『The War of the Worlds』（1984年）と本作のアイデアが含まれていた。技術仕様によって選定が決定された。「宇宙戦争」という彼のビジョンは技術的に実現不可能だったが、本作はすでにWilliamsで入手可能なハードウェアで実現できた。開発チームが結成され、『ディフェンダー』のハードウェアを使ってゲームを作ることにした。
ニューカマーは、本作を2人のプレイヤーが協力してプレイする空飛ぶゲームとして考えていた。しかし、これまで成功を収めてきたアタリの『アステロイド』（1979年）や『ディフェンダー』のような空飛ぶゲームの人気テーマの宇宙を真似したくはなかった。そのために、彼は、機械、動物、架空のキャラクターなど飛ぶことができるもののリストを作った。それぞれのアイデアの肯定的な面と否定的な面を評価した後、彼はその幅広い魅力と、鳥を取り上げたファンタジーやSFメディアに精通していることを理由に、鳥を選んだ。さらに理解を深めるため、ニューカマーは図書館に行って神話を研究した。彼は主役は堂々とした鳥に乗るべきだと信じていた。最初に選んだのはワシだったが、優雅に陸上を移動できないため彼は思いとどまった。代わりに、彼は空飛ぶダチョウの方が走っているワシよりも信じられると判断した。最初と2番目のプレイヤーキャラクターを区別するために、開発者たちは、大きさはダチョウに似ているが色の違いでプレイヤーは区別できると考えて、コウノトリを選んだ。ニューカマーはハゲワシを明らかに邪悪だと信じていたため主な敵として選んだ。アンゲロは、さらなるデザインの指針として、キャラクターのコンセプトアートを制作した。

### デザイン
鳥を使用することを決めたことで、ニューカマーは標準的な8方向ジョイスティックから逸脱することになった。彼は羽ばたきのメカニズムを実装して、プレイヤーがキャラクターの上昇と下降を制御できるようにした。アーケード筐体のボタンを使用して垂直方向に操作し、双方向のジョイスティックを追加して水平方向に操作することにした。ウィリアムズの他の従業員はこの設計に懸念を抱いていたが、ニューカマーは、飛行を直接制御する仕組みがあれば、プレイヤーとキャラクターのつながりが強化されると考えていた。戦闘は、従来のシューティングゲームよりも高度な戦略ができるように考案されている。飛行はゲームプレイに不可欠な要素になったため、戦闘の手段としてキャラクターを衝突させ、画面上の高さによって勝利を決定することにした。
開発者は、96KのROMチップストレージを使用してゲームを制作したため、使用できる個々のグラフィックと効果音のデータサイズが制限されていた。ROMサイズの制限により、ニューカマーがさらに文字を制作することも禁止された。グラフィックは、手でアニメーション化されたピクセルアートである。ウォルデンバーグ＝ミラーは鳥をアニメーション化するために、エドワード・マイブリッジの著書『Animals In Motion』（1899年）を参考にした。メモリが限られているため、リアルなアニメーションを維持しながらファイルサイズを最小限に抑えるために、フレーム数のバランスを取る必要があった。ウォルデンバーグ＝ミラーはノスリの色に灰色を選択したが、開発者がディスプレイ全体を制作するのに16色しか使わなかったため、カラーパレットを最適化するために緑に変更した。キャラクタースプライトの色が決まると、ニューカマーはプラットフォームの外観を完成させた。ハードウェアのオーディオ機能には限りがあり、通常、サウンドにはグラフィックよりも多くのメモリが必要である。これらの制約を考慮して、ニューカマーはマーフィとコトラリクに、ゲームプレイを強化する上で重要と思われる厳選されたサウンドに焦点を当てるよう指示した。彼は、音声がプレイヤーが戦略を調整するために使用できる目立つヒントになると考えた。ニューカマーは、翼竜、衝突、孵化卵に関連する他の音よりも重要な羽ばたき音を優先した。
レベルを設計する際、ニューカマーは戦闘が考案された後、環境にプラットフォームを追加した。プラットフォームに適用される詳細な視覚的テクスチャに焦点を合わせるために、スクロールするワールドの代わりに静的なゲームワールドが選択された。ハードウェアはスクロール中にテクスチャを表示することが簡単ではなく、チームは環境全体を表示することがプレイヤーの助けになると考えていた。ゲームの世界で最後にデザインされた要素は、溶岩の穴と、そこから伸びて、画面の底に近すぎるキャラクターを破壊する手だった。プフツェンロイターが足場の配置に一部基づいた攻撃パターンをプログラムした敵の人工知能(AI)に合わせて、ニューカマーは足場の配置を最適化した。騎士の敵は、徐々に攻撃的な行動を示すように設計された。Bounderは環境の中をランダムに飛び回り、時には主人公に反応する。Hunterはプレイヤーのキャラクターを衝突するために探す。Shadow Lordは素早く画面の上部に近づく。プフツェンロイターは、Shadow Lordがプレイヤーに対して勝つ可能性を高めるために、主人公に近づくとより高く飛ぶように設計した。pterodactylはプレイヤーが止まらないように、また倒しにくいように設計された — 口を開いている特定のアニメーションフレームの間しか弱くならず、足場の端で待機しているプレイヤーに近づくと、最後の瞬間にすばやく上に飛んでいく。ゲームは敵よりもプレイヤーキャラクターのグラフィック処理を優先するため、画面上のスプライトの数が増えると、敵の反応が遅くなる。
ゲームのロケーションテスト中に、チームは「belly flop（腹打ち）」と呼ばれるアニメーションのバグを発見した。このバグにより、プレイヤーは、ダチョウやコウノトリのスプライトを、高さが非常に近い2つの隣り合った足場の間にある、他の方法では通れないほど小さな隙間を通り抜けさせることができる。隙間より下の敵に奇襲攻撃を実行する興味深い方法を提供するため、開発者は欠陥を修正せず維持することにした。ニューカマーはまた、解決策を見つけるための時間が非常に限られたロケテストのせいだとした。
ゲームが最初に配布された後に、pterodactylが簡単に破られてしまう2つ目のバグが発見された。ニューカマーは常に各スプライトの次元を念頭に置いてゲームとそのAIを設計してきたが、pterodactylのスプライトはゲームが完成する前日に外観を改善するように変更されていた。新しいスプライトにより、pterodactylは何度でも簡単に倒された。プレイヤーは中央の足場に構えて、一人の敵の騎士が溶岩トロルの手に無限に捕らえられると、すばやく果てしなく連続してスクリーンに入ってくるpterodactylに向き直るだけで無数のpterodactylを殺すことができた。このバグを利用すると、プレイヤーは大きなスキルを必要とせずに、非常に高いスコアと大量のライフキャッシュをすばやく蓄積できた。この脆弱性を知ったウィリアムズはアーケード筐体用の新しいROMを出荷し、販売業者の苦情を和らげた。

## 対応機種
Atari, Inc.は、自社機種用と、Atarisoftレーベルの下で他社機種用に本作を発売した。対応機種はAtari 2600、Atari 5200、Atari 8ビット・ファミリー、Apple II、Macintosh、MS-DOS。
岩田聡が本作をファミリーコンピュータに移植した。 

## 受容
異なる管理方式を考えると、ウィリアムズはこのゲームが成功しないのではないかと心配し、ゲームセンターはこのゲームの購入をためらった。しかし、ウィリアムズは最終的に26000ユニットを出荷し、1983年の『Electronic Games』は、それを「非常に人気が高い」と表現した。その後、Leo Ludziaが開発したカクテルテーブル版が稼働した。これはカクテルゲームの中では特異なもので、座席が反対側についているのではなく並んでおり、ウィリアムズが直立筐体から同じROMチップを流用できる。250から500ユニットしか製造されていないため、カクテルバージョンは希少なコレクターズアイテムである。
1996年、『Next Generation』は本作のアーケード版を「史上最高の100のゲーム」の83番として掲載し、「独創的なコンセプト、奇抜なデザイン、そして何よりも遊びやすさという3つの要素は、往々にして古典的なものとなっている。たった三つのコントロール(左、右、フラップ)で、ジャウストはエレガントな戦闘の世界を作り上げている」と評した。コンピュータゲーム歴史家のスティーヴ・ケント (Steve Kent)は、本作を当時の最も記憶に残ったゲームの1つとして考えていた。作家のデイヴィッド・エリス (David Ellis)も同意見で、このゲームは今でも楽しめると述べた。2008年、ギネス世界記録は、技術的、創作的、文化的に影響を与えた69番目のアーケードゲームとして認定した。『Video Gaming Illustrated』のライターは、本作は異国風で、生き生きとしたアニメーションが見られると語った。『Antic』は、Atari 8ビット版を、オリジナルと「ほぼ同一」の「特異で中毒性のあるアーケードゲーム」と呼んだ。同誌は、本作を「『スター・レイダーズ』以来のアタリの最高傑作」と結論付けた。
『ゲームスパイ』の「Classic Gaming」においてKevin Bowenは、本作には「信じられないほど愚かな」コンセプトを持っているが、優れた操作性と競争的なゲームプレイを備えた魅力的なゲームだと書いている。彼は、これが「最初の本当に楽しいマルチプレイヤーゲームの1つ」であり、他の同時代のマルチプレイヤーゲームとは異なり、コンピュータゲームのデスマッチの先駆けだと言った。
『レトロゲーマー』のライター、マイク・ベヴァン (Mike Bevan)は、このゲームの物理は「美しく」実現したと呼び、本作をウィリアムズのライブラリの「最も注目され愛されているタイトル」の1つだと表現した。コンピューター・アンド・ビデオゲームズのライターは、このゲームを「奇妙ですばらしい」と呼んだ。作家のジョン・セラーズ (John Sellers)は、競争力のある2人用のゲームプレイを賞賛し、このゲームの魅力は羽ばたきのメカニズムにあると述べた。2004年、エリスは、当時のコンピュータゲーム業界には存在しなかった革新的なリスクの例として、本作を説明した。
ニューカマーは当時を振り返って、ウィリアムズの経営陣が彼とゲームのリスクを負ってくれたことを賞賛した。このゲームは、業界の専門家からも賞賛されている。GearWorks GamesのJeff Petersは、ゲームプレイを特異で直感的なゲームプレイだと称賛した。Fusion Learning SystemsのJeff Johannigmanは羽ばたきのメカニズムを称賛し、MicrosoftのKim Pallisterはマルチプレイヤーの側面を楽しんだ。

## 遺産
1983年、バリー・アワズラー (Barry Oursler)とコンスタンティノ・ミッチェル (Constantino Mitchell)によってデザインされた、本作をテーマにしたピンボールテーブルがリリースされた。ゲームには、アーケード版のアートワークとテーマが含まれている。シングルプレイヤーのゲームプレイに加えて、マシンの反対側にいるプレイヤーとの競争的な2プレイヤーのゲームプレイを特徴とする。生産台数は500台に満たなかった。
後にアーケードで続編の『ジャウスト2』（1986年）がリリースされた。縦型画面上の新しい要素を備えた同様のゲームプレイが特徴である。
4年後、ミッドウェイゲームズはまた、ブラウザベースのShockwave版を備えたWebサイトを立ち上げた。本作は後に『Williams Arcade's Greatest Hits』（1996年）、『Midway's Greatest Arcade Hits』（2000年）、『Midway Arcade Treasures』（2003年）など、複数のプラットフォームにおけるオムニバスゲームに含まれている。他にも、ゲームボーイ用ソフト『Arcade Classic 4』（1995年）やPlayStation Portable用ソフト『Midway Arcade Treasures: Extended Play』（2005年）などがある。本作はGameTapGameTap、Xbox Live Arcade、PlayStation Networkでデジタル配信された。また、本作はオムニバスゲーム『Midway Arcade Origins』（2012年）にも収録された。
その他のリメイク版は開発中だったが、リリースされなかった。これまで未公開だったAtarisoftのColecoVision版のプロトタイプが、2001年にラスベガスで開催されたClassic Gaming Expoで披露された。Atari Jaguarでは、3次元(3D)グラフィックス（およびボーナスとして本作のオリジナル版）を使用した移植版が『Dactyl Joust』というタイトルで開発されていたが、結局中止された。ニンテンドウ64用のリメイク『Joust 3D』も開発中で、アリーナが3Dのため、マルチプレイヤーバトルには分割画面を使用することになっていた。ニューカマーは、ミッドウェイゲームズにゲームボーイアドバンス用のアーケードゲームのアップデート版を売り込んだが、これは拒否された。このプロトタイプは、多方向スクロール、3Dレンダリングに基づくより詳細なグラフィックス、新しいゲームプレイの仕組みを使用している。
タイガー・エレクトロニクスは1998年に本作のキーチェーン版をリリースした。
携帯電話版が2005年にリリースされたが、羽ばたきの制御方式は省略されている。

### 影響を受けたゲーム
他の開発者が開発したゲームの中には、本作のデザインをコピーしたものや、本作のデザインをベースにしたものがある。Ultimate Play the Gameの『Jetpac』（1983年）、任天堂の『マリオブラザーズ』（1983）および『バルーンファイト』（1984年）は、それに触発された要素を特徴としている。インタープレイ・エンターテインメントの『Messiah』（2000年）の飛行機構は本作に着想を得た。

### 大衆文化
ミッドウェイ・ゲームズは、2007年に本作の映画化権をCP Productionsに譲渡し、CP Productionsのマイケル・セレンジー (Michael Cerenzie)とクリスティーン・ピーターズ (Christine Peters)は、映画の前提条件としてゲームの要素を拡張することを計画した。セレンジーはマーク・ゴットリーブ (Marc Gottlieb)の脚本を25年先を見据えた「グラディエーターとマッドマックスの出会い」と説明し、ピーターズはアクション志向の映画は一般の視聴者に受けるだろうとコメントした。この映画は、スティーヴン＝エリオット・オールトマンのグラフィック小説を同シリーズの公開の一環として、テントポール映画として企画された。ミッドウェイ・ゲームズは、映画のコンピュータゲーム化も検討した。映画『ジャウスト』の公開予定日は2008年6月に設定されていたが、その後2009年に延期された。しかし、ゲーム会社が2009年に連邦破産法第11章の適用を申請した。ワーナー・ブラザース・インタラクティブ・エンターテイメントは映画化を進める目的で、本作を含むミッドウェイの資産の大半を買収した。
本作は大衆文化でパロディされている。『ロボット・チキン』のエピソード「Celebutard Mountain」、『Code Monkeys』のエピソード「Just One of the Gamers」、コンピュータゲームの『モータルコンバット3』（1995年）と『World of Warcraft: Cataclysm』（2010年）の中で言及されている。本作はSF小説『ゲームウォーズ』（2014年）で大きく取り上げられている。